# Joseph Sutter (Maler, 1781)

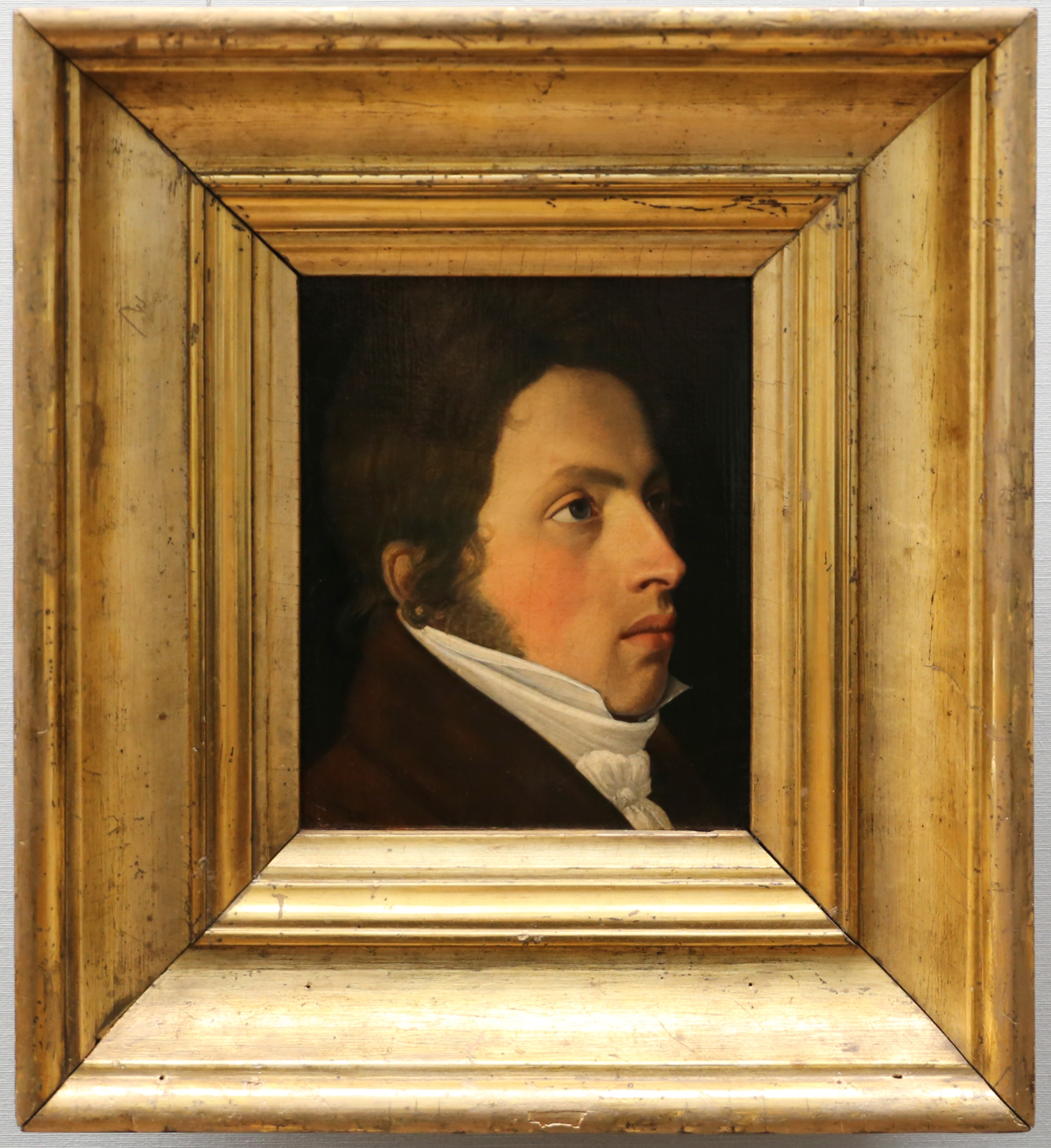
Joseph Sutter, gemalt von Friedrich Overbeck, Nationalgalerie Berlin

Joseph Sutter (* 28. November 1781 in Linz, Oberösterreich; † 12. Mai 1866 ebenda) war ein österreichischer Maler und Zeichner, der zu den Gründern der Nazarener-Bewegung zählt.

## Leben
Sutter, Sohn des Goldschmieds Joseph Sutter und dessen Ehefrau Elisabeth, geborene Schreiber, besuchte ab 1794 die Akademie der bildenden Künste Wien, wo er Schüler von Heinrich Friedrich Füger war. In den Jahren 1799, 1805 und 1806 wurde er dort mit dem Gundel-Preis ausgezeichnet. Nachdem er 1811 im Wettbewerb um diesen Preis Johann Nepomuk Höfel unterlegen war, trat er aus der Wiener Akademie aus.
Seit 1808 mit Friedrich Overbeck befreundet, gehörte er 1808/1809 in Wien zu den Gründern des Lukasbundes. Von Juli 1816 bis Herbst 1828 lebte er in Rom. Aus dieser Zeit stammt sein Gemälde Kreuzabnahme Christi (1823) nach Raffael, das sich heute in der Stadtkirche Vegesack befindet. Von 1831 bis 1838 wohnte er in München und arbeitete als Gehilfe von Peter Cornelius, Julius Schnorr von Carolsfeld und Heinrich Maria Hess bei der Durchführung großer Freskenprojekte.
1838 kehrte er nach Linz zurück. Dort unterrichtete er an einer Zeichenschule. Mit Anton von Spaun war er 1851 an der Gründung des Oberösterreichischen Kunstvereins beteiligt. Fast erblindet starb er in ärmlichen Verhältnissen.
Aus seiner Ehe mit Maria Anna Josepha Sutter (≈1777–1853) ging der Sohn Daniel (1810–1864) hervor. Dieser wurde Maler und arbeitete mit seinem Vater zusammen.